# Стоя (порноактриса)
Сто́я (англ. Stoya; настоящее имя — Джессика Стоядинович, род. 15 июня 1986, Уилмингтон, Северная Каролина) — американская порноактриса и модель. Имя «Стоя» стало её прозвищем до появления в порнофильмах и является сокращением её фамилии.
У Стои был подписан эксклюзивный контракт с порностудией Digital Playground, тем самым она стала первой актрисой альтернативного порно с подписанным контрактом. В 2009 году журнал AVN признал Стою «лучшей новой старлеткой».

## Биография
Стоя родилась в Уилмингтоне (Северная Каролина) в семье сербки и шотландца. В детстве она хотела стать танцовщицей и в три года начала посещать уроки танцев. Она обучалась на дому и получила аттестат об окончании школы до шестнадцати лет.
Её отец работал в сфере ИТ, поэтому у Стои был доступ к большому количеству электроники и игрового оборудования, что, по её словам, привило ей любовь к технологиям.
«Мне было три года, когда я использовала DOS. Мама научила меня читать, а папа научил меня ориентироваться в DOS», — говорила она.
В дальнейшем Стоя переехала в штат Делавэр, где провела семестр в Делавэрском колледже искусств и дизайна, но бросила его из-за проблем с администрацией.
После переезда в Филадельфию она принимала участие в летней программе Университета искусств. Также она работала секретаршей, распространителем листовок и танцовщицей гоу-гоу. Стоя снялась в нескольких клипах малоизвестных групп.

## Карьера
Стоя начинала с позирования для своего друга, потом она стала работать моделью для сайтов альтернативной эротики. Один из таких сайтов предложил ей снять софткор-сцену и выпустить на DVD-диске.
По словам Стои, она пришла к порно через интерес к БДСМ и через фетиш-сообщества в Интернете. Немногие порнофильмы заинтересовали её, она предпочитает художественно снятые фильмы и фильмы с фетиш-тематикой, связанной с отказом от бритья тела.
Стоя появилась на двух DVD производства Razordolls и в двух порнофильмах студии Vivid в эпизодических ролях и без сцен секса до того, как Digital Playground предложил ей сняться в лесбийской хардкор-сцене с Софией Санти. Эта сцена так и не была снята, но в августе 2007 года Digital Playground предложил ей главную роль в фильме уже в сценах с мужчинами. После долгих раздумий Стоя согласилась.
В октябре 2007 года Digital Playground подписал с ней эксклюзивный трёхлетний контракт. Первая её сцена была снята для фильма Stoya Video Nasty, но первым вышедшим фильмом стал Jack’s POV 9.

## Личная жизнь
Стоя любит искусство и одно из её хобби — создание одежды, которую она использует на съёмках и во время эротических мероприятий. Она любит читать, предпочитает научную фантастику и фэнтези. Поддерживает феминизм, хотя и не согласна с некоторыми его крайними проявлениями.
Стоя активна в социальных сетях: она присутствует в Myspace, Твиттере и Instagram, общается на различных форумах, у неё есть блог на XCritics.
В июне 2009 года сообщалось, что она встречалась с Мэрилином Мэнсоном, но позже они расстались из-за его графика.

## Произведения
24 июня 2018 года в издательстве Not a Cult вышла книга Стои «Philosophy, Pussycats, & Porn» представляющая собой сборник эссе, посвященных проблемам порноиндустрии, своей жизни и отношениях с родными, положению женщины в современном мире.
В 2020 году в издательстве Individuum вышло российское издание «Философия, порно и котики».

## Премии и номинации
- 2008 Eroticline Awards — Best US Newcomer[19]
- 2009 AVN Awards: Best New Starlet[4]
- 2009 AVN Awards: Best All-Girl Group Sex Scene (Cheerleaders)[4]
- 2009 XBIZ Award — Новая старлетка года[20]
- 2009 XRCO Award — New Starlet[21]
- 2012 XBIZ Award номинация — Performer Comeback of the Year[22]
- 2012 XBIZ Award номинация — Supporting Acting Performance of the Year — Fighters[22]